# Coenosia albifacies
Coenosia albifacies är en tvåvingeart som först beskrevs av Johnson 1922.  Coenosia albifacies ingår i släktet Coenosia och familjen husflugor. Inga underarter finns listade i Catalogue of Life.